# Drybrough Cup
La Drybrough Cup est un tournoi de football annuel de pré-saison organisé en Écosse entre les équipes professionnelles.
La compétition est organisée de 1971 à 1974, puis en 1979 et 1980. Elle était ouverte aux huit équipes ayant marqué le plus de but la saison précédente (4 équipes de première division et 4 de deuxième) et se tenait en trois tours à élimination directe. Les deux clubs les plus titrés sont Hibernian FC et Aberdeen FC, alors que le Celtic FC, cinq fois finaliste, ne compte qu'une seule victoire dans la compétition.

## Palmarès
| Année | Affluence | Finale    | Finale        | Finale     |
| Année | Affluence | Vainqueur | Score         | Dauphin    |
| ----- | --------- | --------- | ------------- | ---------- |
| 1971  | 25 000    | Aberdeen  | 2-1           | Celtic     |
| 1972  | 49 462    | Hibernian | 5-3 (ap)      | Celtic     |
| 1973  | 49 204    | Hibernian | 1-0 (ap)      | Celtic     |
| 1974  | 57 558    | Celtic    | 2-2 (4-2 tab) | Rangers    |
| 1979  | –         | Rangers   | 3-1           | Celtic     |
| 1980  | –         | Aberdeen  | 2-1           | St. Mirren |